# فينالي إميليا
فينالي إميليا (بالإيطالية: Finale Emilia)‏ هي بلدية في مقاطعة مودينا في إقليم إميليا رومانيا الإيطالي.

## السكان
في سنة 1861 بلغ عدد السكان 12٬497 نسمة، وتطور العدد ليصل في سنة 2011 لـ 15٬713 نسمة.
يظهر هذا المخطط البياني تطور النمو السكاني لـ فينالي إميليا

## توأمة
لفينالي إميليا اتفاقيات توأمة مع كل من:
- Grézieu-la-Varenne [الإنجليزية]‏
- فيلا سانت أنجلو
- فورمجيني